# Myotis macropus
Myotis macropus is een vleermuis uit het geslacht Myotis die voorkomt in het zuidoosten van Zuid-Australië en in Victoria (Zuidoost-Australië). Deze soort wordt meestal tot Myotis adversus gerekend, maar een morfometrische revisie uit 1995 had als resultaat dat deze populatie een aparte soort zou vormen (de meer noordelijke populaties in Australië werden in Myotis moluccarum geplaatst, terwijl een exemplaar uit New South Wales tot M. adversus werd gerekend). Genetisch onderzoek uit 2001 gaf echter aan dat, als er al een grens bestaat tussen twee Myotis-soorten in Australië, deze grens in het noorden van Queensland ligt, niet in New South Wales, maar waarschijnlijk is dit hoogstens een grens tussen twee ondersoorten. Daarom werd voorgesteld om alle Australische populaties in de ene soort M. macropus te plaatsen, die ook in Nieuw-Guinea en mogelijk verder naar het westen en oosten voor zou komen. Deze vleermuis heeft grote voeten en oren. De bovenkant van het lichaam is grijs- tot roestbruin, de onderkant kaneekleurig. De naakte huid van onder andere de vleugels is lichtbruin.